# تأرجح قطبي

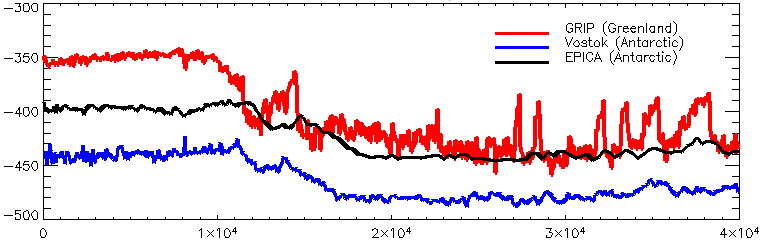
الاحترار أثناء فترة ينغر درياس متفاوت الطور بين نصفي الكرة الأرضية.

التأرجح القطبي (polar see-saw) هي الظاهرة المتعلقة بأن التغييرات التي تشهدها درجة حرارة نصف الكرة الشمالي والجنوبي ربما تكون متفاوتة الطور. وغالبًا ما تتم دراسة هذه الظاهرة في سياق الألباب الجليدية المأخوذة من الأنتاركتيكا]وجرينلاند.